# そめやゆきこ
そめや ゆきこ（本名：染谷 由紀子、1972年4月6日 - ）は、日本の元タレント・女優である。サンミュージックブレーンに所属していた。

## 人物
埼玉県出身。埼玉県立庄和高等学校卒業。
高校生時代にモデルをしていた同級生に誘われて行ったパーティーで、役者の事務所の社長から誘われて事務所に入り、エキストラをしたのが芸能活動の始まりであった。高校卒業後は芸能活動をやめて地元の会社に就職しようと思っていたが、当時所属していた事務所の人から他の事務所に移るように言われ、移籍した先の事務所で女性3人によるセクシーグループ、『みるく』を結成。「染谷 由紀子」としてみるくのリーダーとなり、星野貴代子、堀口綾子とともに、テレビのバラエティー番組 『スーパージョッキー』（日本テレビ系）にレギュラー出演、人気企画 『熱湯コマーシャル』に登場するなどしていた。 『熱湯コマーシャル』 のコーナーでは女性出演者としては歴代3位の記録となる9回入湯経験がある。ちなみに女性出演者の熱湯入湯回数の歴代1位は矢部美穂の13回。歴代2位は森えいみの11回。歴代3位はそめやゆきこと同じく9回入湯した池沢郁絵である。THEガンバルマンの風船ペアジェスチャーでは股間にピンク色の風船を入れてジェスチャーをし、破裂させられ「キャッ! 痛っ～い!!」と叫びながら太股をおさえていた。
一方で、写真集を製作すると聞いて行った海外の現場で、セクシー写真集を撮ると知らされ、泣いて抵抗するも、スタッフらの困った様子に折れて結局は撮影に応じ、その写真集は異なる芸名（南理香）でみるくのデビュー後に出版された。当人はこれで「私の人生終わった」「消えてしまいたい」とも思い、更には親に勘当され、拒食症を再発してガリガリに痩せたという。事務所を移籍した時について「売られたような思いだった」という心境だったと振り返っている。
しかしながら、同グループは1995年（平成7年）、堀口の自殺や、星野の盗聴騒動などが原因で解散（ただし同番組からは卒業させてもらっている）となった。
同年、「そめや ゆきこ」として、テレビの深夜番組 『トゥナイト2』（テレビ朝日他）に、レポーターとして出演するようになった。一時期は毎週木曜日に山本晋也のアシスタントを務めるなど、芸歴を代表する業績となったが、女優活動に専念のため、1998年（平成10年）末をもって番組から降板。
その後は、『水戸黄門』（第27部、妙姫（お妙）役、TBS系）に出演するなど女優として活動。水戸黄門の出演がきっかけで、勘当されて長く不和な関係だった両親に対して胸を張ることが出来、台本を見てもらってやっと信用して認めてもらえたという。2001年（平成13年）7月に芸能界を引退。その後結婚して、女児（第1子）・男児（第2子）の子供に恵まれる。
2010年代末頃から精神的に不安定て体調が悪くなることを繰り返し、起き上がれなくもなるという状態に陥ったことで、新たな人生を一からスタートさせたいと思い、自身の活動名義を変更。2020年頃から「桜羽佑瑛」（さくらば ゆえ）として、占術家・起業家、開運アドバイザー、恋愛コンサルタントとして活動している。その後高野山詣でを繰り返すうちに空海が好きになったころで、2024年に高野山と摂津国分寺で得度し、修行を重ねて権律師の地位をとる。その後も真言宗国分寺派の僧侶（戒名（僧名）：弘紀（こうき））として修行中の身であると明かしている。

## 主な出演番組
- 水着でKISS ME（1992年、テレビ東京）※南 理香として出演。
- ギルガメッシュないと(テレビ東京)※南 理香として出演。
- スーパージョッキー（日本テレビ系）
- ラッキィ（NHK-BS2）
- トゥナイト2（テレビ朝日）※1995年～1998年まで出演。
- 志村X（フジテレビ他）
- 水戸黄門第27部 第25話～第30話（TBS / C.A.L） -  妙姫（お妙）役
- 劇的紀行深夜特急'96（名古屋テレビ）
- セーラー服と吸血鬼（日本テレビ）
- WHO!?（TBS系） - 三枝美里役
- ミニパト婦警の事件簿2（TBS系）
- 元禄繚乱（NHK）
- 救急戦隊ゴーゴーファイブ（テレビ朝日）- 野崎由美 役
- 火曜サスペンス劇場「警部補 佃次郎7 ここだけの話」（日本テレビ系）
- 早乙女千春の添乗報告書「山梨湯けむりツアー殺人事件」（TBS）- 町田留美 役

## 写真集・ビデオ
「南理香」名義
- 危険イ妹（1992年、TIS）
- INCARNATION（インカネーション）（1993年、音楽専科社）

「そめやゆきこ」名義
- いっしょにいこうよ（1996年、ぶんか社）
- Purple Haze（1999年、ワニブックス）
- La Neige（1997年、スコラ）
- VIDEO スコラ（1996年、スコラ）VHS

## CD
- 瞳にキッス笑顔にキッス
- MEET THE MILK